# Ødbert Bjarnholt
Ødbert Einar Bjarnholt (Copenaghen, 24 dicembre 1885 – Copenaghen, 3 gennaio 1946) è stato un calciatore danese, di ruolo attaccante.

## Carriera

### Nazionale
Venne convocato nella Nazionale danese che si classificò al secondo posto ai Giochi olimpici del 1908, senza tuttavia disputare alcun incontro durante la competizione.